# Креспи, Карло Крочи
Ка́рло Кре́спи Кро́чи (Леньяно, Италия, 29 мая 1891 г. — Куэнка, Эквадор, 30 апреля 1982 г.) — эквадорский католический религиозный деятель, известный как создатель коллекции древних артефактов Падре Креспи из Эквадора.

## Биография
Карло Креспи был третьим из тринадцати детей в семье Даниэле Креспи и его жены Луизы Крочи. Служение в качестве послушника начал в 1907 году в Фольиццо. С 1909 года по 1911 изучал философию в Туринской школе салезианцев. Рукоположен в священники 28 января 1917 года.
Креспи получил светское образование в Университете Падуи и 1921 году защитил диссертацию по теме «Вклад в познание пресноводной фауны района Эсте и соседних местностей» и стал Доктором естественных наук со специализацией в области ботаники. В том же году закончил Консерваторию Падуи по классу фортепиано и композиции.
В 1923 году Карло Креспи первый раз приехал в Эквадор. Целью был сбор материалов для международной выставки. А в 1931 г. он был назначен в салезианскую миссию в Макасе, центре провинции Морона-Сантьяго, расположенном в эквадорских джунглях. В 1933 г. перебрался в город Куэнка, где практически и провёл последующие шестьдесят лет, вплоть до своей смерти. Его служение заключалось в миссионерстве среди коренного народа эквадорской Амазонки — хиваро. При этом основным стала забота о местных жителях и прежде всего о детях из малоимущих семей, их обучение. Помимо религиозной деятельности, Падре Креспи занимался просветительством. Так им был основан институт для подготовки молодежи к работе в восточных (амазонских) районах страны, он основал колледж «Корнелио Мерчан» для обучения местных детей из беднейших слоёв и стал его первым директором. Карло Креспи увлекался музыкой и организовал местный оркестр, исполнявший в основном произведения, написанные самим Креспи. В сферу его интересов входило кино, антропология и археология. Он стал одним из основоположников эквадорского кино, сняв документальный фильм «Непобедимые шуара-дель-Альто-Амасонас» (1926).
За время своей миссионерской жизни Креспи собрал немалое количество древних артефактов, которые включали в себя предметы археологии, изобразительного искусства и скульптуры, образцы носящие этнографический характер и даже, так называемые, Неуместные артефакты. На их основе он намеревался создать музей. Однако, после ряда краж, в 1978 году он продал большую часть своего собрания, порядка 5 тысяч единиц хранения, в коллекцию Центрального банка Эквадора (исп. Museo del Banco Centra). Вырученные $433 000 потрачены на обустройство новой школы.
Падре Креспи был удостоен ряда государственных наград Эквадора и Италии. В частности, 07.12.81 — Орденом «За заслуги перед Итальянской Республикой».

## Собрание Падре Креспи
Научный интерес Креспи подвиг к тому, что с самого начала своей эквадорской жизни он скупать у местных жителей предметы древности, которые они находили на полях или в джунглях. Чтобы хоть чем-то поддержать своих прихожан, он покупал у индейцев и современные поделки и предметы христианского искусства. Местные жители приносили ему всё подряд — от инкской керамики и чеканки до каменных плит. Постепенно его коллекция заняла три больших помещения в колледже «Корнелио Мерчан». В целом собрание делилось на три части. Первая — предметы современного производства, то есть, поделки местных индейцев, имитирующие либо образцы древнего эквадорского искусства, либо сделанные в христианской традиции. Сюда же можно причислить и многочисленные предметы, сделанные в XVI—XIX веках. Вторая часть, самая объёмная, состояла из предметов различных до испанских культур Эквадора. Местные жители находили их на своих полях или в ходе нелегальных раскопок. Там была представлена керамика всех индейских культур Эквадора, исключая самую раннею, Культуру Вальдивия. Третья часть была наиболее любопытной и вполне может быть сочтена, так называемыми, Неуместными артефактами. Она включала предметы не относящиеся ни к одной из известных археологических культур Америки. Большинство артефактов изготовлены методом чеканки на листах меди, бронзы и, редко, золота. Иногда встречались каменные барельефы и бронзовое литьё. Они представляли собой маски, короны, нагрудные диски и подобные предметы. В количестве более сотни, имелись металлические пластины, покрытые изображениями сюжетов из жизни и надписями. Некоторые из них имели значительные размеры — до 1,5 м в ширину и до 1 м в высоту. Странным было то, что изображения на таких пластинах не имели ничего общего с культурными традициями древней Америки, но впрямую перекликались с традициями средиземноморского бассейна и Ближнего Востока. Так на одной из пластин была изображена правильная (не ступенчатая) пирамида, аналогичная пирамидам плато Гиза. Нижний край этой пластины содержал неизвестную письменность. Всего на предметах было отмечено два разных «алфавита» встречавшихся на металлических и каменных пластинах.

## Память
Память о Падре Креспи сохранена в названии различных учреждений. Ещё при жизни, в 1974 г. его именем была названа одна из улиц в Куэнке и площадь, где был установлен памятник ему.
24 марта 2006 года католической церковью была проведена его беатификация.